# Molí Nou-Ciutat Cooperativa
Molí Nou | Ciutat Cooperativa is een metro- en spoorwegstation in de wijk Molí Nou van de gemeente Sant Boi de Llobregat (in de metropool Barcelona) van Ferrocarrils de la Generalitat de Catalunya als onderdeel van de Metro del Baix Llobregat en sinds 2002 (toen het opgenomen werd in L8) een lijn van de uitgebreide metro van Barcelona. Het is geopend op 13 februari 2000. Het is het eindstation van L8 en het laatste station van Metro del Baix Llobregat in tariefzone 1.